# 天拜山站

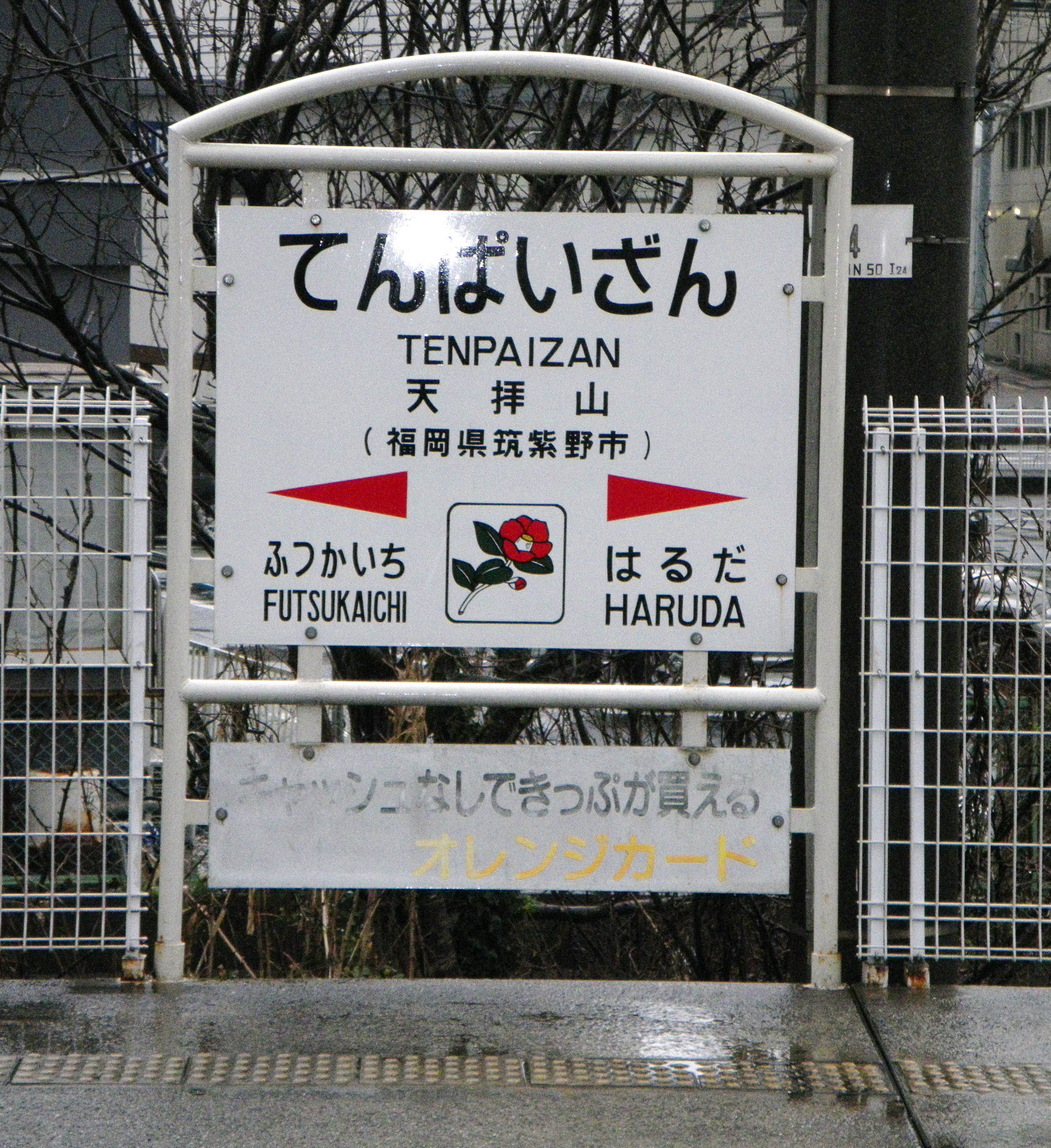
站名牌

天拜山站（日语：／ Tempaizan eki */?）是位於福岡縣筑紫野市大字立明寺，九州旅客鐵道（JR九州）的鹿兒島本線車站。車站編號為JB09。

## 歷史
- 1989年（平成元年）3月11日 - 車站啟用。
- 2009年（平成21年）3月1日 - 此站可以使用IC卡「SUGOCA」[1]。
- 2022年3月12日：停用綠色窗口，改為使用指定席劵發售機[2]。

## 車站構造
車站是一座設有跨站式站房的地面車站，設有2面2線的相對式月台。兩月台之間設有跨線橋（沒有升降機）連接。車站大樓與閘口位於站內東邊。
此站是由JR九州鐵道營業管理的業務委託車站。在早上和晚間沒有車站職員當值。此站沒有MARS，只設有POS終端。當初車站設有只售賣近距離車票的自動售票機與簡易型自動閘機，隨後開始轉換為JR九州標準的自動閘機。此站可以使用SUGOCA和進行增值，但是不可購買SUGOCA。為節省人手，2022年3月12日起停用綠色窗口，改為使用指定席劵發售機。
另外，在AEON Mall筑紫野一方（車站西邊）沒有閘口。因此，若需前往該店，需前往東邊閘口出閘，然後越過平交道前往。
在萬葉集中歌詞中的天拜山，是位於車站西邊。該山的登山口比較接近二日市站。

### 月台
| 月台 | 路線       | 上下行 | 方向                     |
| ---- | ---------- | ------ | ------------------------ |
| 1    | 鹿兒島本線 | 下行   | 久留米、大牟田、佐賀方向 |
| 2    | 鹿兒島本線 | 上行   | 博多、小倉方向           |

## 使用狀況
在2018年（平成30年）度，1日平均乘車人次為2,680人。車站使用人次一直徘徊1,200人，在AEON Mall開幕後，在2008年度尾開始增加人次。
以下為近年1日平均乘車人次、上下車人次列表：
| 年度   | 1日平均 乘車人次 |
| ------ | ---------------- |
| 1999年 | 1,279            |
| 2000年 | 1,310            |
| 2001年 | 1,299            |
| 2002年 | 1,233            |
| 2003年 | 1,219            |
| 2004年 | 1,189            |
| 2005年 | 1,208            |
| 2006年 | 1,230            |
| 2007年 | 1,276            |
| 2008年 | 1,668            |
| 2009年 | 2,041            |
| 2010年 | 2,099            |
| 2011年 | 2,161            |
| 2012年 | 2,216            |
| 2013年 | 2,307            |
| 2014年 |                  |
| 2015年 |                  |
| 2016年 | 2,636            |
| 2017年 | 2,707            |
| 2018年 | 2,680            |

## 車站周邊
- 筑紫野市政廳
- 福岡縣筑紫野警署（日语：筑紫野警察署）
- 筑紫稅務署
- 筑紫野太宰府消防組合消防總部、筑紫野消防署
- 朝倉街道郵局
- 石崎幼稚園
- 福岡益力多（日语：ヤクルト本社）工場
- 日本煙草產業九州工場
- 筑紫野市立街道保育所
- 石崎公民館
- 福岡縣立筑紫高等學校（日语：福岡県立筑紫高等学校）
- 筑紫野市立筑紫野中學（日语：筑紫野市立筑紫野中学校）
- 福岡縣立福岡視覺特別支援學校（日语：福岡県立福岡視覚特別支援学校）
- 福岡縣紅十字血液中心（日语：赤十字血液センター）
- 福岡大學筑紫醫院（日语：福岡大学筑紫病院）
- 西鐵天神大牟田線朝倉街道站 - 向東步行5分鐘
- AEON Mall筑紫野（日语：イオンモール筑紫野）
- youme Town筑紫野（日语：ゆめタウン筑紫野）
- 天拜山（日语：天拝山）

## 相鄰車站
九州旅客鐵道
鹿兒島本線
■快速、■區間快速
通過
■區間快速（只有部分列車停站）、■普通
二日市（JB08）－天拜山（JB09）－原田（JB10）

## 注腳
1. ↑  . 交通新聞 (交通新聞社). 2009-03-03: 1.
2. 1 2   (PDF). 九州旅客鉄道株式会社.   [2021-12-23]. （原始内容存档 (PDF)于2022-01-27） （日语）.
3. 1 2   (PDF). 九州旅客鐵道.   [2019-07-24]. （原始内容存档 (PDF)于2019-12-06）.
4. ↑  .   [2020-04-03]. （原始内容存档于2020-05-04）.
5. ↑   (PDF). 九州旅客鐵道.   [2019-03-10]. （原始内容 (PDF)存档于2018-07-17）.

## 外部連結
- 天拜山（車站資訊） - 九州旅客鐵道